# 林彰太郎
林 彰太郎（はやし しょうたろう、1934年6月21日 - 2000年代）は、日本の俳優。京都府京都市北区出身。本名は高橋 徹（たかはし とおる）。別名は池 徹（いけ とおる）。

## 来歴・人物
京都府立山城高校卒業後、同志社大学経済学部に進学するが1958年に中退し、松竹俳優養成所に入る。同年、池 徹の芸名で『七人若衆大いに売り出す』で映画初出演。1960年に東映へ移籍し、林 彰太郎と改名。東映京都撮影所を拠点に活動した。
嶋田景一郎・坂口祐三郎と共に三野郎として売り出されていた。身長180cmの体格を活かし、時代劇・アクション映画・ヤクザ映画などの脇役を演じてきた。晩年は東映太秦映画村の俳優養成所で講師として後進の育成に当たった。
2000年代に入ってから死去したとされているが、詳細な没年月日と死因については不明である。

## 出演作品

### 映画
- 七人若衆大いに売り出す（1958年、松竹）
- 水戸黄門漫遊記（1958年、松竹） - 渥美格之丞
- 伴淳のおじいちゃん（1959年、松竹） - テニスコーチ
- 二等兵物語シリーズ
  - 二等兵物語 万事要領の巻（1959年、松竹） - 秋田大尉
  - 新二等兵物語 吹けよ神風の巻（1959年、松竹） - 石川少尉
  - 新・二等兵物語 敵中横断の巻（1960年、松竹） - 王
- 水戸黄門漫遊記 御用御用物語（1959年、松竹） - 十六夜権三
- とどけ母の叫び（1959年、松竹） - 下士官
- 花の幡随院（1959年、松竹） - 三浦屋男衆
- 柳生旅日記 天地夢想剣（1959年、松竹） - 左近一味
- 剣風次男侍（1959年、松竹） - 黒岩妥女
- 忍術武者修行（1960年、松竹） - 桃栗団七
- 命との対決（1960年、松竹） - テニスコーチ
- 流転（1960年、松竹） - 喜助
- はったり二挺拳銃（1960年、松竹） - 聖母園の副神父
- 忍術真田城（1960年、第二東映） - 木村重成
- 忍術大阪城（1961年、第二東映） - 木村重成
- 八州血煙り笠（1961年、ニュー東映） - 妙義の仙太郎
- 第三捜査命令（1961年、松竹） - 南
- 夜霧の長脇差（1961年、松竹） - 成塚の美代太郎
- 豪快千両槍（1961年、ニュー東映） - 塚原鬼十郎
- はやぶさ大名（1961年、ニュー東映） - 源次
- 怪談お岩の亡霊（1961年、東映） - 関口官蔵
- 維新の篝火（1961年、東映） - 浪士
- 若君と次男坊（1961年、東映） - 柴田三十郎
- ひばりのおしゃれ狂女（1961年、東映） - 早瀬主水
- 鷹天皇飄々剣 吉野の風雲児（1962年、東映） - 御子柴左門
- さくら判官（1962年、東映） - 松平兵部大輔
- 向う見ずの喧嘩笠（1962年、東映） - 辰
- あべこべ道中（1962年、東映） - 山坂転太
- 胡蝶かげろう剣（1962年、東映） - 虎吉
- 勢揃い関八州（1962年、東映） - 勢力富五郎
- 唄祭り赤城山（1962年、東映） - 五日牛の千代松
- 夜霧の上州路（1963年、東映） - 千代松
- 江戸忍法帖 七つの影（1963年、東映） - 徳川綱吉
- 真田風雲録（1963年、東映） - 武士
- 用心棒市場（1963年、東映） - 金市
- 九ちゃん刀を抜いて（1963年、東映） - 池田勘兵衛
- 残月大川流し（1963年、東映） - 竹沢紋次郎
- 宮本武蔵 一乗寺の決斗（1964年、東映） - 花山院忠長
- 任侠木曽鴉（1965年、東映） - 紋兵衛
- 天保遊侠伝 代官所破り（1965年、東映） - 代官所役人
- 兄弟仁義シリーズ
  - 続兄弟仁義（1966年、東映） - 大下鉄三
  - 兄弟仁義 関東命知らず（1967年、東映） - 塩津荘八
  - 兄弟仁義 関東兄貴分（1967年、東映） - 鳴海末松
  - 兄弟仁義 逆縁の盃（1968年、東映） - 熊井猛
- 暗黒街シリーズ 荒っぽいのは御免だぜ（1967年、東映） - 津村健司
- 日本侠客伝シリーズ（東映）
  - 日本侠客伝 白刃の盃（1967年） - 臼井庄平
  - 日本侠客伝 斬り込み（1967年） - 黒岩重雄
  - 日本侠客伝 絶縁状（1968年） - 小西
  - 日本侠客伝 刃（1971年） - 馬場勇作
- 侠客道（1967年、東映） - 野口宏
- 日本暗黒史シリーズ（東映）
  - 日本暗黒史 血の抗争（1967年） - 半沢
  - 日本暗黒史 情無用（1968年） - 東山
- 任侠 魚河岸の石松（1967年、東映） - 砂川英人
- 博奕打ちシリーズ（東映）
  - 博奕打ち 殴り込み（1968年） - 川津
  - 必殺 博奕打ち（1969年） - 松下駒吉
  - 博奕打ち いのち札（1971年） - 床屋の秀
- 前科者（1968年、東映） - 川村明
- 極悪坊主（1968年、東映） - 小松丑五郎
- 緋牡丹博徒シリーズ（東映）
  - 緋牡丹博徒（1968年） - 黒木
  - 緋牡丹博徒 花札勝負（1969年） - 久保寺正作
  - 緋牡丹博徒 お竜参上（1970年） - 勘八
- 横紙破りの前科者（1968年、東映） - 倉元
- 残酷・異常・虐待物語 元禄女系図（1969年、東映） - 猪之助
- 極道シリーズ（東映）
  - 待っていた極道（1969年） - 佐々木
  - 極道罷り通る（1972年） - 田丸竹次郎
- 日本暗殺秘録（1969年、東映） - 鈴木四郎
- 戦後最大の賭場（1969年、東映） - 増島伸正
- 懲役三兄弟（1969年、東映） - 宋
- やくざ刑罰史 私刑!（1969年、東映） - 浜村
- 明治大正昭和 猟奇女犯罪史（1969年、東映） - 市
- 関東テキヤ一家シリーズ（東映）
  - 関東テキヤ一家（1969年） - 鬼沢竜平
  - 関東テキヤ一家 天王寺の決斗（1970年） - 岩淵銀三
  - 関東テキヤ一家 喧嘩火祭り（1971年） - 権藤義一
- 五人の賞金稼ぎ（1969年、東映） - 朝海十蔵
- 渡世人列伝（1969年、東映） - 大学校
- 日本女侠伝シリーズ（東映）
  - 日本女侠伝 真赤な度胸花（1970年） - 鬼常
  - 日本女侠伝 激斗ひめゆり岬（1971年） - 台外精治
- 博徒一家（1970年、東映） - 重松源助
- シルクハットの大親分（1970年、東映） - 安西武男
- 女渡世人シリーズ（東映）
  - 女渡世人（1971年） - 荒畑
  - 女渡世人 おたの申します（1971年） - 矢吹良吉
- 日本やくざ伝 総長への道（1971年、東映） - 疾風の三郎
- まむしの兄弟シリーズ（東映）
  - 懲役太郎 まむしの兄弟 （1971年） - 山北組代貸・友枝安彦
  - まむしの兄弟 懲役十三回（1972年） - 沢村鶴次郎一座の座長・沢村鶴次郎
  - まむしの兄弟 刑務所暮し四年半（1973年） - 安本
  - まむしの兄弟 恐喝三億円（1973年） - ウルフの鉄
  - まむしと青大将（1975年） - 津田耕一
- 傷だらけの人生（1971年、東映） - 北山又吉
- 女番長シリーズ（東映）
  - 女番長ブルース 牝蜂の逆襲（1971年） - 紺野房夫
  - 女番長ゲリラ（1972年） - 中原修治
- 任侠列伝 男（1971年、東映） - 大西助松
- 純子引退記念映画 関東緋桜一家（1972年、東映） - 富松
- 日本暴力団 殺しの盃（1972年、東映） - 沖津鉄雄
- 着流し百人（1972年、東映） - 刺客
- 日蔭者（1972年、東映） - 軍人
- 仁義なき戦いシリーズ（東映）
  - 仁義なき戦い（1973年） - 海渡組・松永武
  - 新仁義なき戦い 組長の首（1975年） - 大和田組幹部・船田徹
  - 新仁義なき戦い 組長最後の日（1976年） - 七人会・潮見俊也
  - その後の仁義なき戦い（1979年） - 木暮吉光
- やくざ対Gメン 囮（1973年、東映） - 箕浦組幹部・金井安吉
- 現代任侠史（1973年、東映） - 関口組幹部・大場泰司
- 忘八武士道 さ無頼（1974年、東映） - 鳥居耀蔵
- 女囚やくざ（1974年、東映） - 古谷
- 山口組外伝 九州進攻作戦（1974年、東映） - 欄木隆司
- 実録飛車角 狼どもの仁義（1974年、東映） - 佐竹
- 日本任侠道 激突篇（1975年、東映） - 番笠銀次
- 県警対組織暴力（1975年、東映） - 下寺刑事
- 資金源強奪（1975年、東映） - 都築春男
- 神戸国際ギャング（1975年、東映） - 李根植
- 実録外伝 大阪電撃作戦（1976年、東映） - 荒木鉄男
- 暴走パニック 大激突（1976年、東映） - 兼光徹
- 戦後猟奇犯罪史（1976年、東映） - 福田
- バカ政ホラ政トッパ政（1976年、東映） - 杉町民男
- やくざの墓場 くちなしの花（1976年、東映） - 鬼頭
- やくざ戦争 日本の首領（1977年、東映） - 中島組・兼田三次
- 北陸代理戦争（1977年、東映） - 馬場幸吉
- 恐竜・怪鳥の伝説（1977年、東映） - 新聞記者・谷木明
- 柳生一族の陰謀（1978年、東映） - 朝倉筑後守宣正
- 沖縄10年戦争（1978年、東映） - 来間昭次
- 冬の華（1978年、東映） - 画廊の主人
- 宇宙からのメッセージ（1978年、東映） - 地球連邦軍宇宙戦艦艦長
- 赤穂城断絶（1978年、東映） - 井上大和守
- 真田幸村の謀略（1979年、東映） - 板倉勝重
- 日本の黒幕（1979年、東映） - 依田新吉
- 影の軍団 服部半蔵（1980年、東映） - 紀州頼宣
- 徳川一族の崩壊（1980年、東映） - 三条実美
- 吼えろ鉄拳（1981年、東映） - 五十嵐覚
- 燃える勇者（1981年、東映） - 木戸
- 鬼龍院花子の生涯（1982年、東映） - 秋本要造
- 陽暉楼（1983年、東映） - 今助
- 修羅の群れ（1984年、東映） - 稲本弁護士
- 花いちもんめ（1985年、東映） - 金子精一
- 将軍家光の乱心 激突（1989年、東映）
- 極道の妻たち 三代目姐（1989年、東映）
- ブラック・レイン（1989年、ユニバーサル映画）
- 激動の1750日（1990年、東映） - 八矢会山根組組長・山根民夫

### テレビドラマ
- 姿三四郎（1963年 - 1964年、CX / 日本電波映画社） ※倉丘伸太郎版
- 柳生武芸帳（1965年、NET / 東映） ※近衛十四郎版
  - 第3話「刃隠れ殺法」
  - 第14話「俎上十三里」
  - 第23話「波濤の奥義」
- 新選組血風録 第10、11、16話（1965年、NET / 東映） - 大石鍬次郎
- 素浪人 月影兵庫 第1シリーズ（1965年 - 1966年、NET / 東映） ※近衛十四郎版
  - 第4話「黒い霧がながれていた」（1965年） - 向坂治助
  - 第17話「真赤な花が咲いていた」（1966年） - 九鬼新八郎
- 銭形平次（CX / 東映） ※大川橋蔵版
  - 第8話「刑場の花嫁」（1966年） - 小三郎
  - 第80話「待っていた女」（1967年） - 稲葉一角
  - 第885話「平次隠密軍団」（1984年）
- 大奥 第33話「鮮血の誓い」（1968年、KTV / 東映） - 伊之吉
- あゝ忠臣蔵 第7、10-14、17、19、20、22話（1969年、CX / 東映） - 上杉家密偵・宇都宮重兵衛
- 大坂城の女（1970年、KTV / 東映） -  穴山小助
  - 第33話「冬の陣前夜」
  - 第34話「呪いの鼓」
  - 第35話「生きていた亡霊」
- 素浪人 花山大吉 第98話「恋する女は強かった」（1970年、NET / 東映） - 浪人・櫛田千太郎
- 紅つばめお雪 第3話「夢は血まみれ」（1970年、NET）- 赤座十兵衛
- 徳川おんな絵巻（1970年 - 1971年、KTV / 東映）
  - 第7話「お妾拝領仕る」（1970年） - 伴
  - 第12話「女のいくさ」（1970年） - 田中郡兵衛
  - 第27話「花嫁学校」（1971年） - 殿様
  - 第51話「鬼門櫓の怪」（1971年） - 前津軽藩主・正信
- 忍法かげろう斬り 第1話「俺は幕府のイヌじゃない」（1972年、KTV / 東映）
- お祭り銀次捕物帳 第1話「出発の歌」（1972年、CX / 東映） - 伊勢屋の番頭・伊之吉
- 眠狂四郎（1972年 - 1973年、KTV / 東映）  ※田村正和版
  - 第7話「峠路に赤い実を撃つ」（1972年）
  - 第11話「裸女に神を見た」（1972年）
- 長谷川伸シリーズ 第2話「沓掛時次郎 后編」（1972年、NET / 東映）
- 隼人が来る（1972年 - 1973年、CX / 東映）
  - 第6話「黄金の沼」（1972年）
  - 第15話「追われ者の掟」（1973年）
- 新選組 第13話「決死隊京に突入す」（1973年、CX / 東映） - 荒木晴山  ※鶴田浩二版
- 地獄の辰捕物控 第20話「わらべ唄が闇に聞えた」（1973年、NET / 東映） - 江戸北町奉行所上席与力・浅山伝兵ヱ
- 次郎長三国志 第6話（1974年、NET / 東映）  ※鶴田浩二版
- 水戸黄門（TBS / C.A.L）
  - 第5部 第18話「身がわり花嫁・宇和島」（1974年8月5日） - 川辺
  - 第6部 第8話「孤独の捕縄・小倉」（1975年5月19日）
  - 第11部 第18話「天晴れ早駈け勝ち名乗り・与板」（1980年12月15日） - 組頭
- 運命峠 第14話「春待つ大奥」（1975年、KTV / 東映） - 木崎雄之進
- 徳川三国志 第16話「又八郎人生勝負」（1976年、NET / 東映） - 西山
- 暴れん坊将軍シリーズ（ANB / 東映）
  - 吉宗評判記 暴れん坊将軍
    - 第77話「紀州から来た花嫁」（1979年） - 早坂大和守
    - 第97話「おっ母ぁなんか要らねえや!」（1980年） - 階堂弥八

  - 暴れん坊将軍II
    - 第81話「夢は盗っ人大明神!」（1984年） - 岩蔵
    - 第101話「吉宗 越前 白洲の対決!」（1985年） - 大塚左内
    - 第112話「新様まいる、おてふ恋日記」（1985年） - 酒巻猪之助

  - 暴れん坊将軍IV 第23話「死を呼んだ玉の輿!」（1991年） - 猿橋蔵人
- 土曜ワイド劇場
  - 森村誠一の殺意の重奏（1978年、ANB / 東映） - 高木刑事
  - 「吸血鬼ドラキュラ神戸に現わる」（1979年、ABC / 東映） - 島崎
  - 死刑執行五分前・息子は犯人じゃない！（1981年、ABC / 東映）- 刑事
- 赤穂浪士（1979年、テレビ朝日 / 東映） - 神崎与五郎
- 影の軍団シリーズ（KTV / 東映）
  - 服部半蔵 影の軍団 第1話「虎は嵐に爪をとぐ」（1980年） - 徳川光友
  - 影の軍団II 第1、5、6、8、12、17、24、25話（1981年 - 1982年） - 穴吹左門
  - 影の軍団III 第26話「さらば! 影の軍団」（1982年）
- 柳生あばれ旅シリーズ（ANB / 東映）
  - 柳生あばれ旅 第14話「忍者が泣いた港町 -吉田-」（1981年） - 堀田外記
  - 柳生十兵衛あばれ旅 第1話「風雲渦巻く中仙道 -日本橋-」（1982年）
- 遠山の金さん 第12話「この男、鬼と呼ばれて七百十日!」（1982年、ANB / 東映） - 丈三  ※高橋英樹版
- 時代劇スペシャル「松本清張のかげろう絵図」（1983年、CX / 東映）
- 大奥（1983年、KTV / 東映） - 土屋相模守政直
  - 第31話「暴かれた禁断の園」
  - 第32話「永遠の処女」
  - 第33話「吉宗と肝っ玉母さん」
  - 第34話「陽気な未亡人」
- 長七郎江戸日記 第1シリーズ 第15話「通りゃんせ小太郎」（1984年、NTV / ユニオン映画） - 老中
- 新春特別企画ドラマ「徳川家康」（1988年、TBS / 東映）
- 新春時代劇スペシャル「樅ノ木は残った」（1990年、NTV / ユニオン映画）
- 鬼平犯科帳 第1シリーズ 第24話「引き込み女」（1990年、CX / 松竹） - 駒止の喜太郎
- 将軍家光忍び旅 第1シリーズ 第21話「瞼の父、お蔦、涙の再会」（1991年、ANB / 東映） - 縦木源内
- 裸の大将 第61話「清のお見合い縁結び」（1993年、KTV / 東阪企画） - 越中島重工の社長